# Prakolczatka nowogwinejska
Prakolczatka nowogwinejska (Zaglossus bruijnii) – gatunek jajorodnego ssaka z rodziny kolczatkowatych (Tachyglossidae).  

## Taksonomia
Gatunek po raz pierwszy zgodnie z zasadami nazewnictwa binominalnego opisała w 1876 roku para zoologów – Niemiec Wilhelm Peters i Włoch Giacomo Doria – nadając mu nazwę Tachyglossus Bruijinii. Miejsce typowe to góry Arfak, na Ptasiej Głowie, w obszarze Manokwari, w Papui Zachodniej, w Indonezji. Holotypem była czaszka (sygn. MSNG CE 1623) zebrana w 1876 roku przez holenderskiego handlarza Antona Bruijna. 
Epitet gatunkowy jest często błędnie zapisywany jako bruijni, ale poprawną pisownią jest nazwa bruijnii. Niepublikowane analizy w oparciu o dane genetyczne przeprowadzone przez amerykańskiego teriologa Kristofera Helgena najwyraźniej potwierdzają odrębność Z. bruijnii i Z. bartoni, wraz z wcześniej zidentyfikowanymi różnicami morfologicznymi. Autorzy Illustrated Checklist of the Mammals of the World uznają ten gatunek za monotypowy. 

### Etymologia
- Zaglossus: gr. ζα- za- „bardzo”; γλωσσα glōssa „język”[12].
- bruijnii: Anton August Bruijn (zm. 1885), holenderski handlarz pierzem, kolekcjoner przyrodniczy[13].

## Zasięg występowania
Zasięg występowania prakolczatki nowogwinejskiej ograniczony do obszaru półwyspów Ptasia Głowa i Bomberai w północno-zachodniej części Nowej Gwinei i prawdopodobnie w górach Charles Louis; odnotowana również na wyspie Salawati, ale mogła tam obecnie wyginąć. Może również występować na wyspach Batanta i Waigeo. Gatunek ten uważany jest za wymarły w Australii, gdzie był znany z osadów plejstoceńskich, ale zidentyfikowano okaz tego gatunku wcześniej zgłaszanego jako kolczatkę australijską (Tachyglossus aculeatus) i odłowioną w 1901 roku na Mount Anderson w zachodniej części płaskowyżu Kimberley w północnej Australii Zachodniej, co sugeruje, że gatunek ten może nadal występować w Australii.

## Morfologia
Brak szczegółowych danych na temat długości i masy ciała. Długość zakrzywionego do dołu ryjka tego gatunku może przekraczać 20 cm. Na jego końcu znajduje się maleńki otwór gębowy. Oczy są małe, położone blisko siebie. Kolce są często ledwo widoczne spod długiego, czarnego futra. Największy stekowiec, powolny; w razie zagrożenia zwija się w kulę jak jeż.

## Tryb życia
Słabo poznany, przypuszcza się, że wiodą samotniczy tryb życia. Tak jak u innych kolczatkowatych samica składa jajo, wprost do wylęgarki – okresowo rozwijającej się torby na brzuchu.  

## Status ochronny
Gatunek krytycznie zagrożony wyginięciem, ostatnio obserwowany w warunkach naturalnych w latach 80. XX wieku.
Na terenie Unii Europejskiej obowiązuje całkowity zakaz handlu tym gatunkiem.